# Matila Ghyka
Matila Costiesco Ghyka (Iași, Principado de Rumanía, 13 de septiembre de 1881 - Londres, 14 de julio de 1965), fue un poeta, novelista, ingeniero eléctrico, matemático, historiador, militar, abogado, diplomático, y  Ministro Plenipotenciario rumano en el Reino Unido desde fines de los años 1930  hasta 1940. Su primer nombre se escribe, a veces, como Matyla.

## Vida
Nació en Iasi (Principado de Rumania) en una familia de boyardos de apellido Ghica. Por ascendencia de su madre fue el bisnieto de Grigore Alexandru Ghica, último Príncipe de Moldavia reinante antes de la unión de los Principados Danubianos.
Estudió primeramente en el Colegio Marítimo Jesuita de Jersey (donde aprobó su matriculación cuando tenía solamente 14 años), luego en la Academia Naval Francesa en Brest, en la escuela Superior de Electricidad de París, en la que estudió ingeniería eléctrica, y finalmente en la Facultad de Derecho de la Universidad Libre de Bruselas, donde obtuvo su doctorado magna cum laude. Comenzó su carrera diplomática en 1909, residiendo en las embajadas rumanas en Roma, Berlín, Londres, Madrid, París, Viena, Estocolmo (como Ministro Plenipotenciario) y dos veces más en Londres entre 1936-1938 y entre 1939 y 1940.

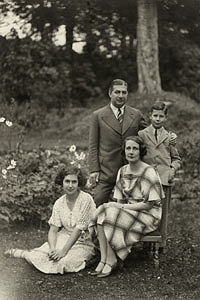
Matila Ghyka con su esposa e hijos en 1935.

El 27 de noviembre de 1918 se casó en el Oratorio Brompton con Eileen O'Conor, hija de Sir Nicholas Roderick O'Conor (fallecido en 1908), el primer embajador británico en Estambul y en San Petersburgo, y Minna Margaret Hope-Scott. Durante sus primeras asignaciones diplomáticas en Londres y París, el príncipe Ghyka fue presentado en los círculos literarios ingleses y franceses por Paul Morand y por,  su compatriota, Antoine Bibesco. Fue amigo de Marcel Proust y un "piéton de Paris" ("un peatón de París" o "un caminante de París"; en el sentido de una persona que recorre los más recónditos rincones de la ciudad y la disfruta y conoce como nadie) con el poeta Léon-Paul Fargue. Como visitante frecuente del salón literario de Natalie Clifford Barney, también conoció a la mayoría de los escritores estadounidenses “exiliados” de los años 1920, pero su interés prioritario fue siempre la síntesis de la alta matemática y la poesía.
En 1940 Ghyka huyó de la Rumania comunista, y fue profesor visitante de Estética en los Estados Unidos de América, en la Universidad del Sur de California y en el “Mary Washington College” de Virginia. Modesto erudito, tuvo un moderado interés por la política. Sus memorias, que fueron publicadas en 1961 bajo el título The World Mine Oyster, concluyen con un seguro mensaje de la indestructibilidad del humanismo.
Se ha destacado por un exhaustivo estudio de la sección áurea (o "número de oro") a la cual dedicó voluminosos textos.
El príncipe Ghyka murió en Londres. Lo sobrevivieron su hijo, el actor Roderick Ghyka (21 de diciembre de 1923 - 1978), y su hija, la funcionaria internacional  Maureen Rose Fearga Ghyka (3 de agosto de 1920 - 1979). Su esposa Eileen le precedió en la muerte, el 10 de febrero de 1963. El príncipe Matila y la princesa Eileen están sepultados en el Cementerio Gunnersbury de Londres. El monumento funerario fue restaurado en el año 2010 por el historiador del arte Radu Varia.
La única monografía sobre su vida y obra apareció en rumano en 2020 en la editorial del Institutul European, Iaşi , firmada por Vasile Cornea.

## Trabajos
- Esthétique des Proportions dans la Nature et dans les Arts/ Estética de las proporciones en la naturaleza y en las artes (1927)
  - Costiescu Ghyka, Matila (1977). Estética de las Proporciones en la Naturaleza y en las artes. Barcelona: Poseidón. ISBN 84-85083-06-7.
- Le Nombre d'or /El número de oro (1931) 
  - Costiescu Ghyka, Matila (1978). El Número de oro: Ritos y Ritmos Pitagóricos en el Desarrollo de la civilización Occidental,  Con prefacio de su amigo y admirador Paul Valery. Barcelona: Poseidón. ISBN 84-85083-11-3.
- Pluie d'etoiles /Lluvia de estrellas (1936) (Editada en inglés como  Again One Day) – la única novela que escribió.
- Essai sur le Rythme/Ensayo sobre el Ritmo (1938), alcanzó las cinco ediciones.
- Tour d'horizon Philosophique/Tour de horizonte Filosófico (1946)
- Sortileges du Verbe/Sortilegios del Verbo (1949)- Con prefacio de su amigo y admirador  Leon-Paul Fargue
- A Documentary Chronology of Roumanian History from Pre-historic Times to the Present Day/ Una Cronología Documental de la Historia de Rumania desde los Tiempos Prehistóricos hasta el Día Presente  (1941)
- The Geometry of Art and Life/La Geometría del Arte y la Vida (1946) 
  - Sheng ming yi shu ji she, traducido al chino, Liren Sheng, Higher Education Press -2014.
  - Ougonhi genron bi to inochi no kikagacu, traducido  al japonés, Koji Miyazaki, Paul Patrashcu, Maruzen Shuppan Publishing Co. Ltd., 2021, ISBN 978-4-621-30678-9
- A Practical Handbook of Geometrical Composition and Design/Un Manual de Geometría Práctica (1952)
  - Ghyka, Matila (1952). A Practical Handbook of Geometrical Composition and Design. Londres: Alec Tiranti Ltd. ISBN no posee.
- Philosophie et Mystique du Nombre/Filosofía y Mística del Número (1952)
  - Costiescu Ghyka, Matila (1998). Filosofía y Mística del Número. Barcelona: Apóstrofe. ISBN 84-455-0106-2.
- Couleur du monde (Ecales de ma jeunesse (1955), Heureux qui comme Ulysse (1956)), París
- Ghyka, Matila (1961). The World Mine Oyster. Londres: Heinemann.